# Mathias De Clercq
Mathias Toon Cecil Willy De Clercq (Gand, 26 dicembre 1981) è un politico belga fiammingo, membro dei Liberali e Democratici Fiamminghi Aperti. È nipote di Willy De Clercq.
Nel 2014, De Clercq ha lasciato la Camera dei rappresentanti ed è stato il leader della lista Open VLD per il Parlamento fiammingo nelle Fiandre orientali durante le elezioni del 25 maggio 2014. È stato eletto con 58.882 voti di preferenza ed è passato al Parlamento fiammingo nella commissione per la mobilità e i lavori pubblici.

## Biografia
De Clercq è nato a Gand, figlio dell'avvocato e consigliere Yannick Frans de Clercq (1954), grand'ufficiale dell'Ordine di Leopoldo II. È il nipote del visconte Willy De Clercq, ex commissario europeo.

## Formazione
Dopo aver studiato Lingue latino-moderne al Liceo reale di Gand, ha studiato giurisprudenza all'Università di Gand. Dopo aver conseguito la laurea in giurisprudenza, ha conseguito un master avanzato in diritto europeo e internazionale presso la Vrije Universiteit Brussel. Durante i suoi studi universitari si professò progressista, fu tra l'altro membro del consiglio, segretario politico e presidente del LVSV Gent, segretario politico del LVSV National, membro fondatore del think tank Liberales e commissario politico dello Jong VLD Gand.